# Площа Конгресу
Площа Конгресу (ісп. Plaza del Congreso) — площа у центрі Буенос-Айреса перед будівлею Палацу Національного конгресу Аргентини. Розташована у районі Монсеррат між вулицями Ентре-Ріос, Рівадавії, Іполіто Ірігоєна і віце-короля Севальйоса.

## Історія
Спорудження Площі Конгресу було затверджено законом № 6.286 від 30 вересня 1908 року у рамках заходів до святкування сторіччя незалежності Аргентини. Розглядалося декілька проектів, серед яких було обрано план Карлоса Тайса, оскільки він задовольняв вимоги місцевих жителів не перебудовувати сусідню площу Лореа.
Роботи були завершені у січні 1910 року. Площа була прикрашена скульптурами, садом у французькому стилі, ставком і реплікою скульптури Огюста Родена «Мислитель». Урочисте відкриття відбулося за участі мера Буенос-Айреса Мануеля Гуйральдеса і президента Аргентини Хосе Фігероа Алькорта. Було проведено військовий парад від Каси-Росади до Палацу Національного конгресу, на якому були присутні екс-президент Бразилії Мануель Феррас ді Кампус Салес, президент Чилі Педро Монтт, інфанта Ізабела Астурійська, французький політик Жорж Клемансо.
Вигляд площі залишався незмінним до 1968 року, коли через площу Лорреа було прокладено дугову дорогу, яка сполучили Травневу вулицю з вулицею Рівадавії. Відтак місцевою владою було видано закон, згідно з яким північний сектор Площі Лореа зберіг своє ім'я, а південний став називатися Площа Мар'яно Морено. Східна частина колишньої площі Лорреа була приєднана до Площі Конгресу.
1997 року Площа Конгресу разом з площами Лореа і Мар'яно Морено були затверджені історичною пам'яткою.
2006 року розпочалася реконструкція площі.

## Скульптури
На Площі Конгресу розміщується велика кількість скульптур і монументів, зокрема:
- Репліка скульптури Огюста Родена «Мислитель». Встановлена 1907 року. Відлита самим Роденом з бронзи за допомогою тієї ж форми, що й оригінальна скульптура.
- Бронзовий пам'ятник Мар'яно Морено, відкритий 1 жовтня 1910 року.
- Прощення — мармурова скульптура роботи Хуана Еухеніо Бовері. Була встановлена 1896 року у центрі саду у східній частині площі. 1991 року була перенесена до парку Авельянеда.
- Нульовий кілометр — пам'ятний знак роботи Максімо і Хосе Фйораванті, встановлений 2 жовтня 1935 року у північній частині Площі Лореа і перенесений на своє нинішнє місце 18 травня 1944 року. На північній грані монумента зображено Луханську Богоматір, на південній — мапу Аргентини, на західній розташована меморіальна дошка, присвячена Хосе де Сан-Мартіну, на східній — інформація про дату встановлення. Символізує початок і точку відліку усіх автошляхів Аргентини.
- Пам'ятник Рікардо Бальбіну роботи Рауля Кано, відкритий 9 вересня 1999 року
- Пам'ятник Хосе Мануелю Естраді роботи Ектора Роча, встановлений 9 листопада 1947 року
- Монумент Двох Конгресів роботи бельгійців Д'Інке і Жюля Лаге. Постамент виконаний з каменю, на ньому стоять дві фігури з бронзи: Республіка з лавровою гілкою у руці і Праця. Навколо розташовані фігури, що символізують учасників двох конгресів: Асамблеї XIII року і Тукуманського конгресу. П'єдестал монументу оточений фонтаном, який символізує Ла-Плату, прикрашеним скульптурами коней, кондорів і дітей, які символізують Мир. Через цей монумент площу Конгресу часто помилково називають площею Двох Конгресів.
- Пам'ятник Альфредо Паласьйосу у східній частині площі було вирішено встановити ще у середині 1980-х, але це досі не зроблено.

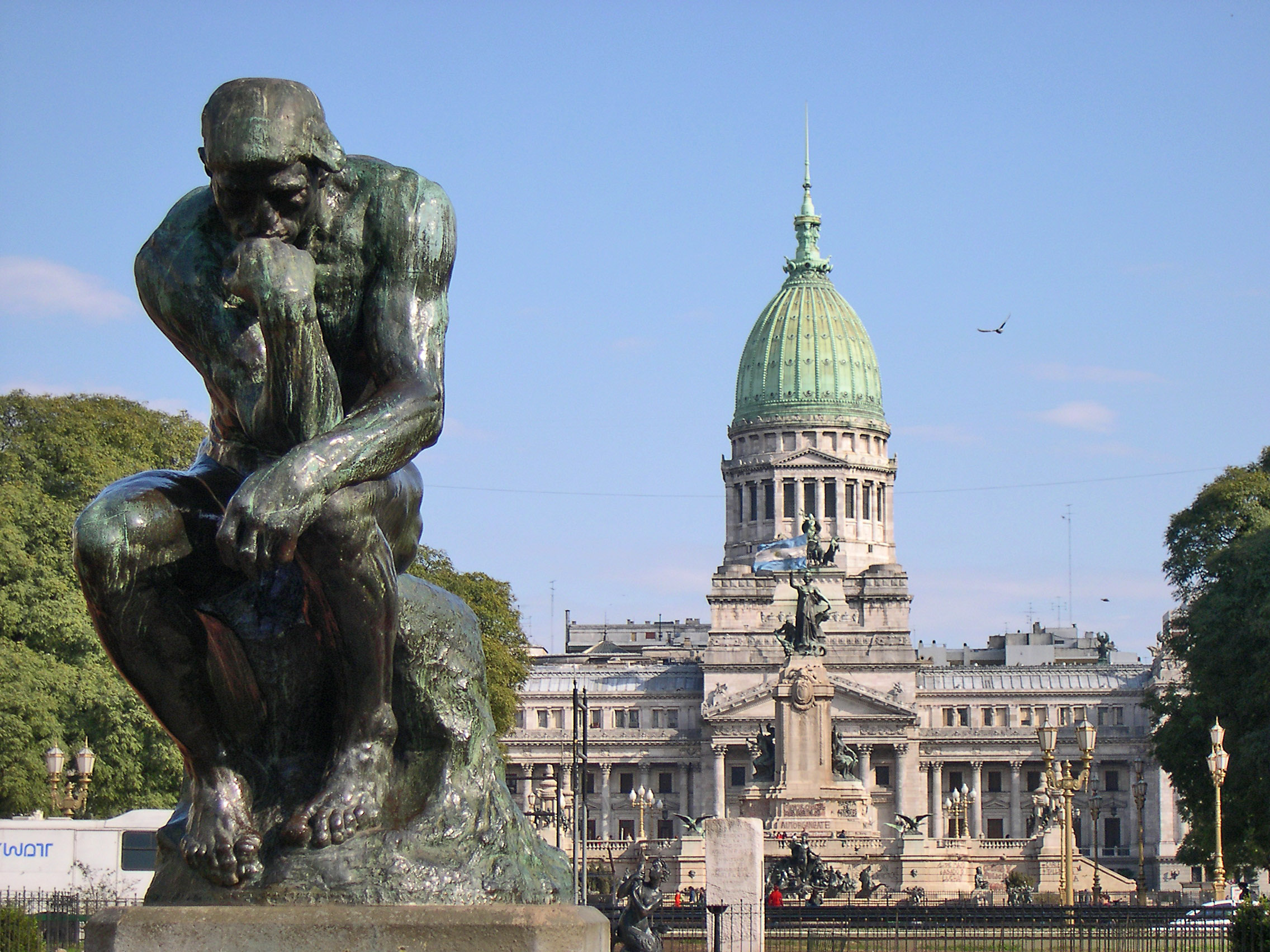
Мислитель
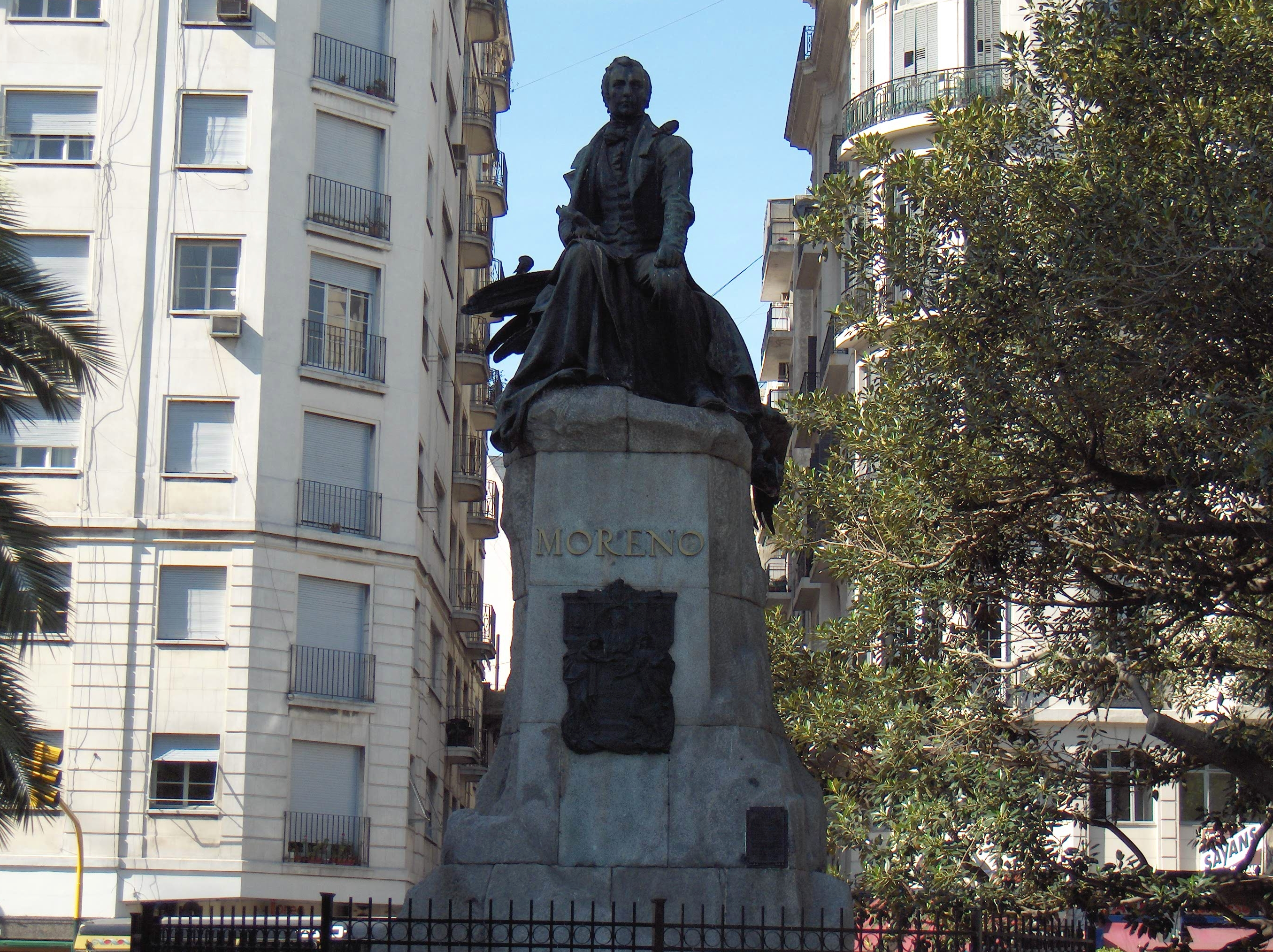
Пам'ятник Мар'яно Морено
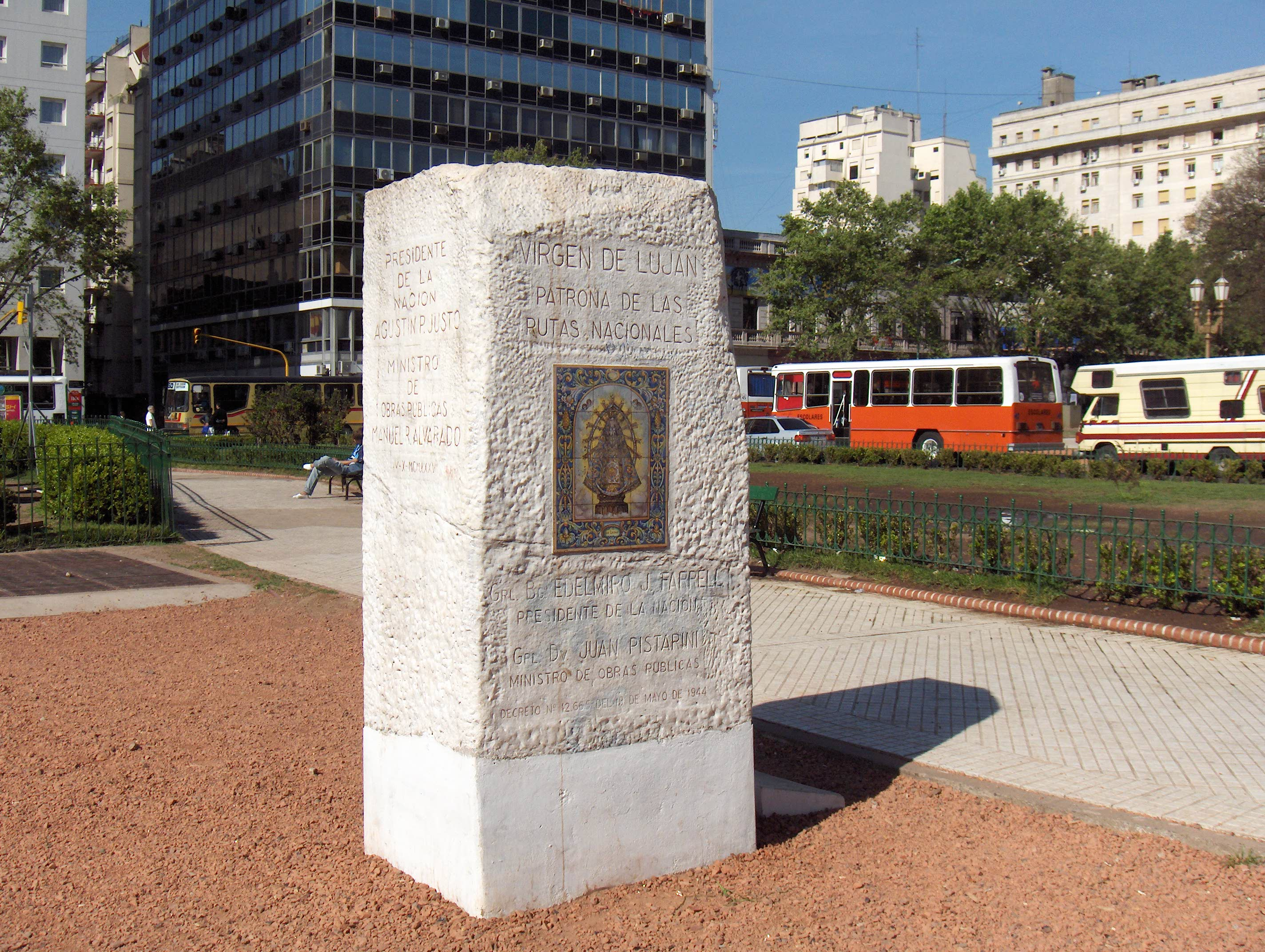
Нульовий кілометр
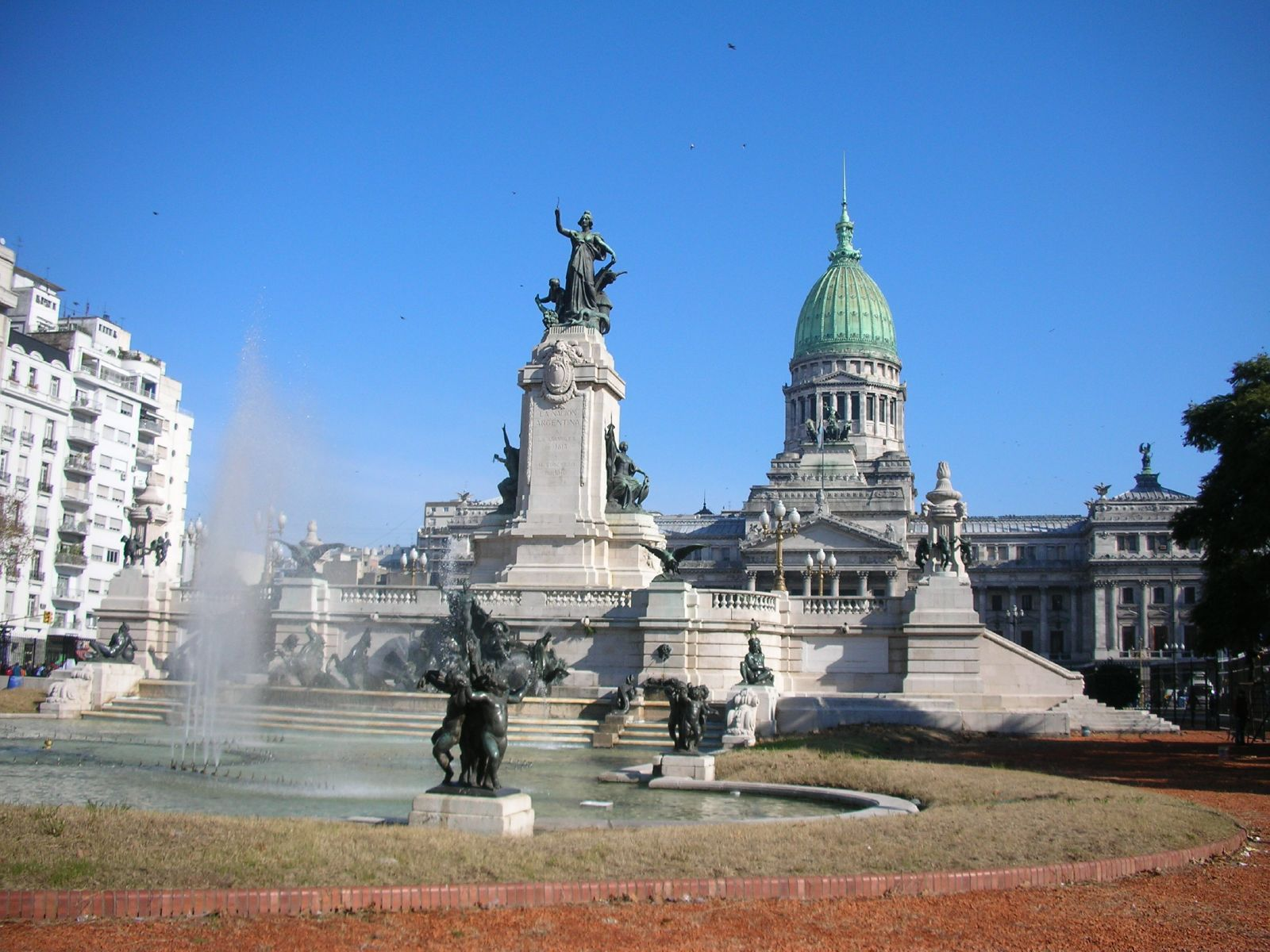
Монумент Двох Конгресів